# Educação na Venezuela
A educação na Venezuela é gratuita, apesar das várias críticas contra este sistema. É obrigatória da educação primária até a educação secundária, que normalmente é dos 6 aos 15 anos. A educação é regulamentada pela Lei Orgânica de Educação aprovada em 21 de agosto de 2001. O Estado tem a finalidade de criar os serviços pertinentes para facilitar e manter o acesso a todo tipo de educação. O Ministério da Educação é o responsável pela educação, e se esforça para adaptar o curriculum para a demanda da crescente tecnologia da sociedade, expandindo a educação obrigatória e melhorando as qualificações dos professores.

## Sistema educacional
Os estudantes das escolas públicas normalmente vão para aulas em turnos. Alguns vão para a escola do início da manhã até 13h30, e outros começam as aulas no início da tarde indo até as 18h. Os anos escolares começam em setembro indo até junho/julho. Todos os estudantes usam uniformes.

### Educação superior
A Venezuela possui mais de 90 instituições de educação superior, com mais de 6 milhões de estudantes. A educação superior continua gratuita na constituição de 1999 e recebe 35% dos recursos para educação, mesmo que este nível só receba 11% da população estudantil. Mais de 70% dos estudantes em nível superior vêm das famílias 20% mais ricas. Para resolver este problema, o governo estabeleceu o sistema de universidades bolivarianas em 2003, que visa democratizar o acesso à educação superior.

## Cobertura e Qualidade
A evolução da alfabetização tem sido crescente e especialmente acelerada durante o perído 1950-2005. O padrão da educação na Venezuela está entre os mais altos da América do Sul, com um índice de alfabetização em 2005 de 93,4% (idade de 15 anos ou mais). Este índice foi estimado em 2003 em 93,8% para homens e 93,1% para mulheres. Neste ano a Venezuela foi declarada pela Unesco como Território livre de analfabetismo. Este anúncio, segundo jornais opositores ao governo, se contradizia com as estatísticas oficiais e projeções sobre o tema.
A população estudantil e os recursos do governo investidos na educação cresceram, e mesmo a educação sendo obrigatória muitas crianças não vão para a escola por causa da pobreza pois precisam trabalhar para ajudar nas despesas da família. É estimado que 20% da população não tenha recebido uma educação formal.
Segundo dados oficiais, para o período acadêmico 2005-2006 se inscreveram um total de 1.010.946 crianças para a educação infantil. A educação primária contabilizou 4.885.779 inscritos no mesmo período, e a secundária 671.140 alunos. O país conta com 25.835 unidades educativas para estes três níveis.